# ASS Altenburger
ASS Altenburger (ASS steht für Altenburger und Stralsunder Spielkartenfabrik) ist seit dem Jahr 2003 die Marke der Spielkartenfabrik Altenburg GmbH in der Skatstadt Altenburg. Die Firma gehört zum belgischen Unternehmen Cartamundi aus Turnhout. Die Marke ist in Deutschland Marktführer für Spielkarten.

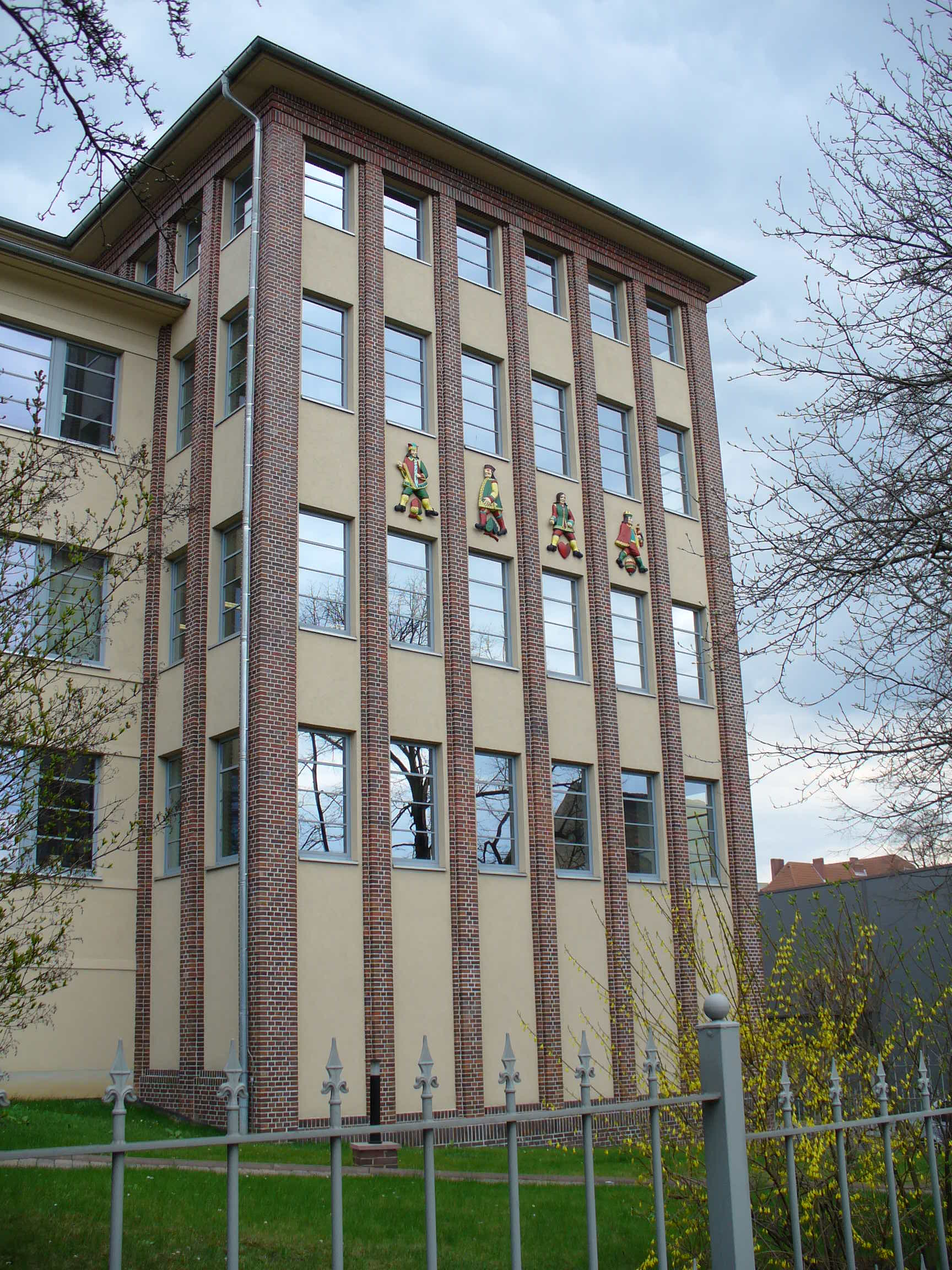
Spielkartenfabrik in Altenburg

## Geschichte
Die Geschichte des Unternehmens ASS Altenburger begann an zwei Standorten in Deutschland; in Stralsund und in Altenburg.

### Stralsunder Spielkartenfabriken

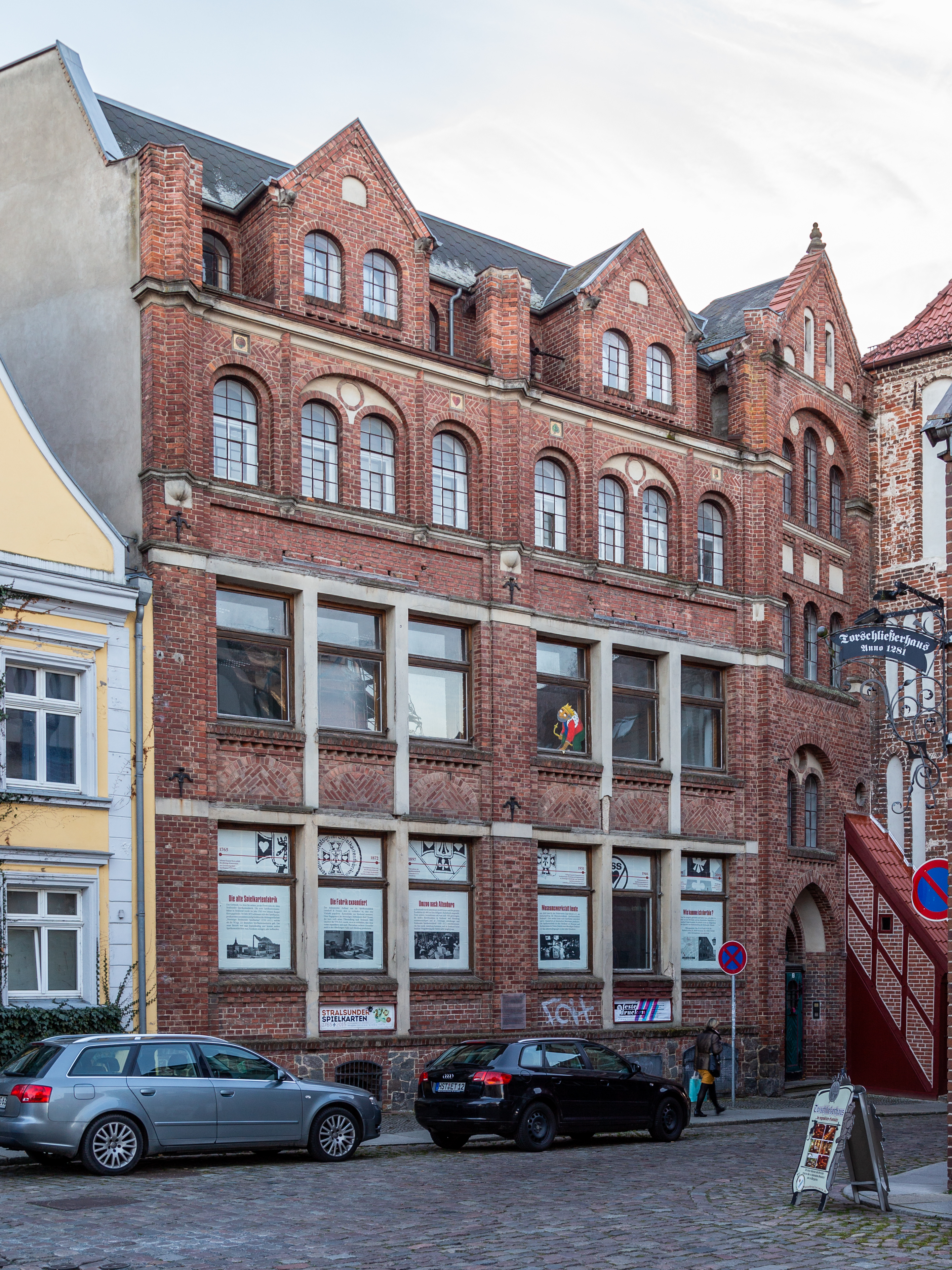
Ehemalige Stralsunder Spielkartenfabrik beim Kütertor, Heilgeiststraße 2/3

Im Jahre 1765 gründete Johann Kaspar Kern in Stralsund eine Spielkartenfabrik, die ab 1793 Georg Friedrich Schlüter führte und die ab 1823 mehrere Jahrzehnte lang im Besitz der Familie von der Osten war. Im Jahre 1823 übernahm Ernst Joachim von der Osten die Fabrik, ihm folgten 1845 Ludwig von der Osten, 1859 Carl Ludwig von Zansen und 1859 G. Mie, die ebenfalls zur Familie von der Osten gehörten. 1846 gründete Ludwig Heidborn eine Spielkartenfabrik, die bis 1848 und dann erst wieder nach einer längeren Unterbrechung ab 1857 produzierte. Im Jahre 1848 wurde eine weitere Spielkartenfabrik in Stralsund von Gustav Friedrich Diekelmann gegründet. Diese wurde ab 1850 von Eugen Diekelmann, ab 1855 von Theodor Wegener und ab 1863 von Fritz Wegener geleitet.
Das Stralsunder Unternehmen Ludwig von der Osten (im Besitz von G. Mie) wurde am 1. Oktober 1872 mit den beiden Stralsunder Fabriken Ludwig Heidborn und Theodor Wegener (im Besitz von Fritz Wegener) zur Vereinigten Stralsunder Spielkarten-Fabriken Aktien-Gesellschaft Stralsund (VSS A.G.) zusammengeführt. Das Kontor befand sich im Haus Knieperwall 1 a, das zu Heidborn gehört hatte. Die Produktion erfolgte in den Gebäuden von der Ostens und Wegeners. Mit dem Erwerb der Spielkartenfabrik Lennhoff & Heuser in Frankfurt am Main 1882 erwarb die VSS AG mehrere sehr populäre Kartenbilder, was ihren weiteren Erfolg positiv beeinflusste. Im Jahre 1883 wechselte der ehemalige Mitinhaber dieser Fabrik nach Stralsund und wurde Direktor der VSS AG.
Das Unternehmen wuchs ständig: 1888 wurde die Stralsunder Firma Falkenberg & Co. (gegründet 1872) aufgekauft, 1891 die Fabrik Tiedemann in Rostock, 1894 die Berliner Spielkartenfabrik von Rochus Sala, 1895 die Hallesche Fabrik Ludwig & Schmidt, 1897 die Altenburger Spielkartenfabrik, 1901 Sutor aus Naumburg (Saale), 1905 Booch in Werdau und 1907 die Berliner Büttner & Cie. Weitere Fabriken wurden aufgekauft und in das Stralsunder Unternehmen integriert. 1891/1892 wurde die Produktion auf das billigere Buchdruckverfahren umgestellt. Damit verschwanden die alten, traditionsreichen Kartenbilder der VSS A.G. Noch heute erhalten, irrtümlich allerdings als Berliner Bild bekannt geworden, ist ein Stralsunder Schema mit französischen Farbzeichen, das Feinste Deutsche Stralsunder.
Die Stralsunder Fabriken stellten den größten Teil der auf dem deutschen Markt benutzten Spielkarten her und produzierten auch für den Export. 1907 stellte die Stralsunder Fabrik 3.340.000 Spielkarten her. 1913 wurden 235 Arbeiter beschäftigt.
Produziert wurden u. a. folgende Kartenbilder: Bayerisches Bild Stralsunder Typ, Bayerisches Bild Münchener Typ, Bongout-Bild, Darmstädter Doppelbild (1872 bis 1931), Feinste Deutsche Stralsunder (1855 bis 1892, fälschlich als Berliner Bild bekannt geworden), Frankfurter Bild (ab 1882), Fränkisches Bild (ab 1885), Französisches Bild und Doppelbild, Preußisches Bild (ab 1840), Renaissance-Bild (ab 1882), Rheinisches Bild (ab ca. 1920), Rokoko-Bild (ab 1913), Royal-Bild, Sächsisches Bild (1882 bis 1931), Sonderbilder mit deutschen Farbzeichen, Tarock-Bilder mit französischen Farbzeichen, Württemberger Doppelbild (1882 bis 1908). Das Stralsund Museum bewahrt viele, teils sehr seltene Exemplare der hergestellten Spielkarten auf und zeigt sie in einer Dauerausstellung.
Das Stralsunder Unternehmen hatte jedoch an seinem Unternehmensstandort und Gründungssitz Stralsund bald ein Problem: Die Geschäfts- und Produktionsräume waren zu klein und einer Erweiterung standen die Enge und der Charakter Stralsunds als Festungsstadt entgegen. Im Standort Altenburg sah man zudem geographisch-logistische Vorteile.

### Altenburger Spielkartenfabrik
Am 16. November 1832 erhielten die Brüder Bernhard und Otto Bechstein in der Residenzstadt des Herzogtums Sachsen-Altenburg die Erlaubnis, deutsche und französische Spielkarten unter dem Namen Herzogliche Sächsische Altenburger Concessionierte Spielkartenfabrik herzustellen. Sie arbeiteten viele Jahre mit viel Fleiß, jedoch ohne Gewinn. Sie hatten Konkurrenz von durchfahrenden Händlern aus Weimar, Leipzig und Dresden. Im Jahr 1836 baten deshalb die Bechsteins, den Verkauf sogenannter fremder Karten zu verbieten. 1840 wurde der erste Gewinn erzielt. Das war der Durchbruch. Die Firma war bekannt für gute und preiswerte Ware. 1874 verkaufte Bernhard Bechstein die Fabrik an den Kaufmann Theodor Gutmann. Diese beiden Herren Artur Pleißner und Richard Kühne wandelten die Fabrik 1886 in eine Aktiengesellschaft um, die aber nur bis 1891/92 bestand. 1892 bis 1897 war die Fabrik noch einmal im Privatbesitz eines Carl Schneider, bevor sie dann 1897 von der Vereinigten Stralsunder Spielkartenfabriken AG übernommen wurde. Bis 1931 firmierte die Firma unter den Namen „Vereinigte Stralsunder Spielkartenfabrik AG Abt. Altenburg vormals Schneider & Co.“. Im Jahre 1931 wurde die Fabrik in Stralsund geschlossen und der Firmensitz in das zentral gelegene Altenburg verlegt.

### Vereinigte Altenburger und Stralsunder Spielkartenfabriken

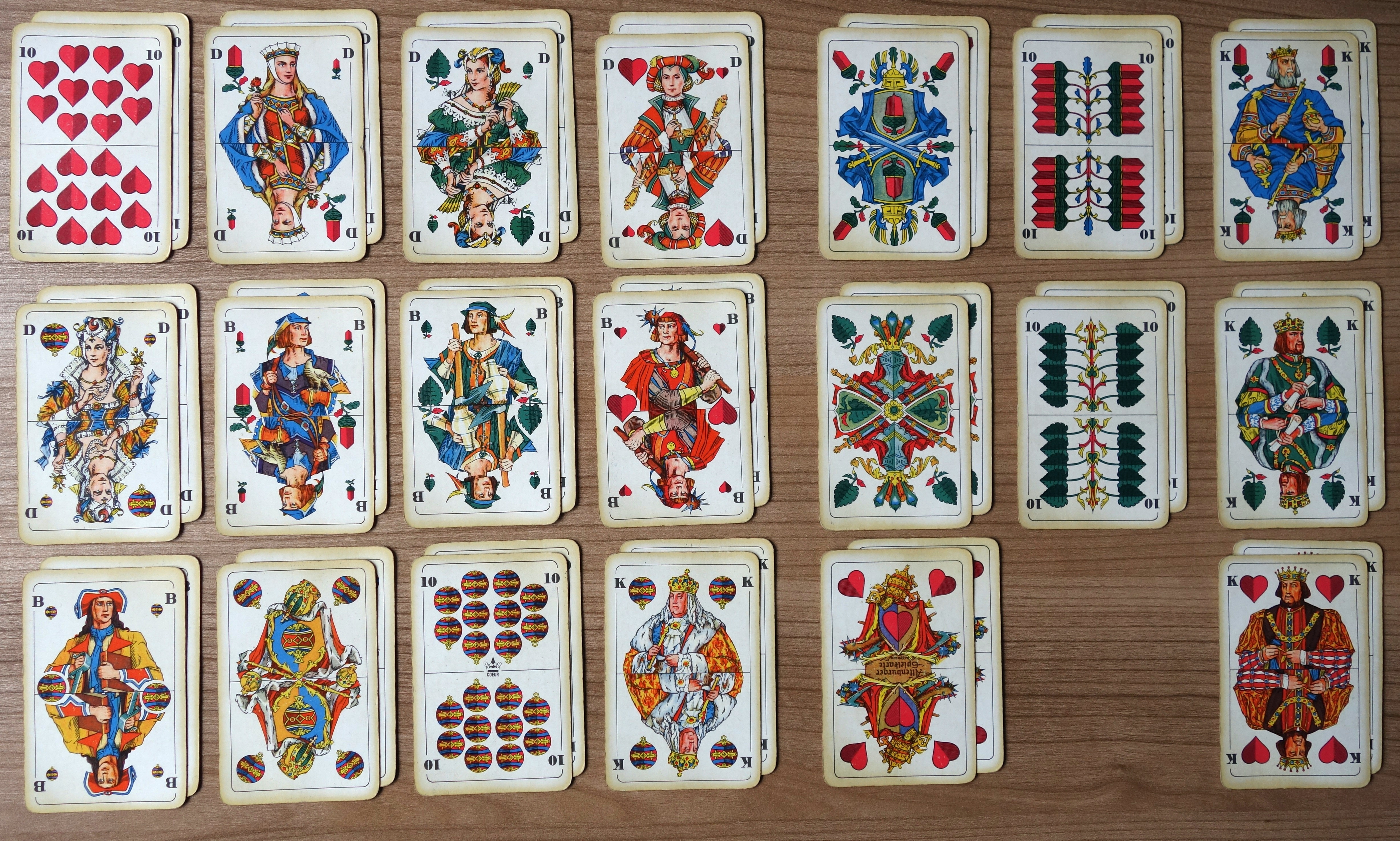
Doppelkopf-Spiel aus DDR-Zeiten (ohne Luschen)

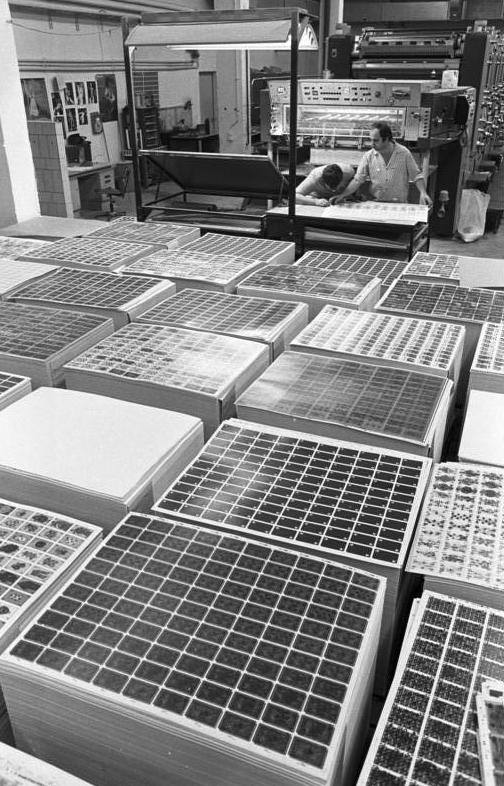
Spielkartenherstellung in Altenburg im Januar 1990

Aktie der Altenburger und Stralsunder Spielkarten-Fabriken AG von 1992 über 50 DM

Auf der Hauptversammlung am 14. Februar 1931 beschloss man die Zusammenlegung der Betriebsstätten Stralsund und Altenburg und den Umzug des Unternehmens nach Thüringen. Firmiert wurde nunmehr unter „Vereinigte Altenburger und Stralsunder Spielkarten-Fabriken, A.G., Altenburg“. Im selben Jahr verlegte das Unternehmen seinen Hauptsitz von Stralsund nach Altenburg. Die Produktion in Stralsund wurde im September 1931 aufgegeben.
Nach dem Zweiten Weltkrieg trennten sich für über 40 Jahre die Wege des Unternehmens: Die Vereinigte Altenburger und Stralsunder Spielkartenfabrik (Kurzform: ASS AG) wurde 1946 enteignet und demontiert und das Unternehmen daraufhin von früheren Aktionären 1949 in Mannheim neu gegründet; die Produktion wurde dann in Stuttgart durchgeführt und das Unternehmen wurde schnell wieder zur größten deutschen Spielkartenfabrik; 1954 zog der Sitz des Unternehmens von Mannheim nach Stuttgart und 1966 ins benachbarte Leinfelden.
In Altenburg wurde am 3. Mai 1946 der Betrieb wieder aufgenommen. Die Spielkartenfabrik war jetzt ein landeseigener Betrieb des Landes Thüringen. Elf Jahre später wurde daraus der Volkseigene Betrieb Altenburger Spielkartenfabrik, Altenburg Thüringen. Markenzeichen und Logo war Cœur.
Nach der Wende wurde die Altenburger Firma im Jahre 1991 unter dem Namen „Altenburger Spielkartenfabrik“ reprivatisiert und 1992 durch die Treuhand an die Vereinigte Münchener Spielkartenfabriken F.X. Schmid verkauft. Im Jahre 1996 wurde das Spielkartenprogramm von F. X. Schmid in die Altenburger Produktion integriert; F. X. Schmid wurde von der Firma Ravensburger, dem größten europäischen Spiele- und Puzzlehersteller, übernommen. Im gleichen Jahr verlor die Spielkartenfabrik Altenburg den Namensstreit mit der Firma Vereinigte Altenburger und Stralsunder Spielkartenfabriken AG, Leinfelden/Echterdingen. Die Spielkartenfabrik musste sich daraufhin umbenennen, der neue Name war ab 1995 „Spielkartenfabrik Altenburg Gesellschaft mit beschränkter Haftung“. Am 1. August 1996 musste das Leinfelder Unternehmen Konkurs anmelden und kam 1996 als ASS Spielkarten Verlag GmbH an die Berliner Blatz-Gruppe (Spieleverlag Blatz Spiele, ab 1997 Schmidt Spiele; Hörspiel-Label Kiosk, später Kiddinx). Der Firmensitz wurde am 1. Oktober 1996 nach Steinenbronn verlegt.
Im Jahre 1999 übernahm Ravensburger die Firma Berliner Spielkarten. Auch für diese Tochtergesellschaft wird in Altenburg produziert. Im Jahre 2000 wurde die Marke Berliner Spielkarten mit den zusätzlichen Produktfeldern Spiele und Puzzle in die Spielkartenfabrik Altenburg integriert. Der Standort Altenburg wurde zu einer der bedeutendsten Produktionsstätten für Spielkarten aller Art in Europa ausgebaut.

Älteres Logo

### ASS Altenburger Spielkarten

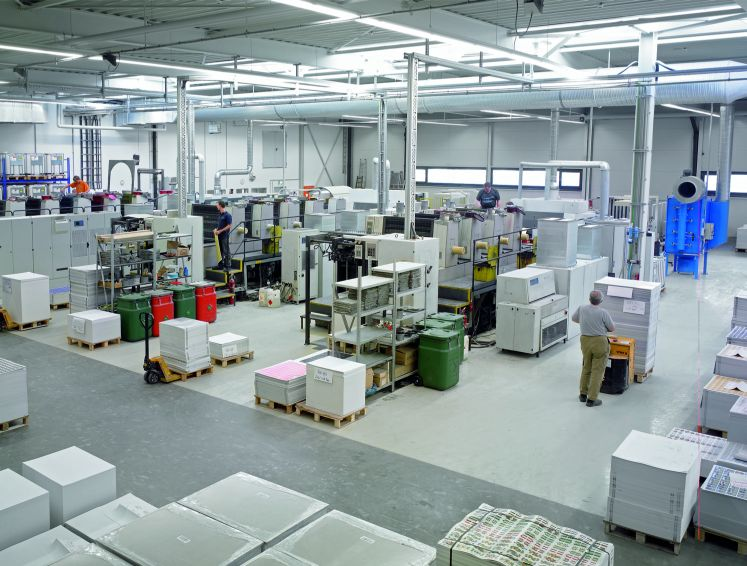
Druckhalle 2013

Im Jahre 2002 übernahm der internationale Spielkartenhersteller Cartamundi, der ein Jahr zuvor den ASS Spielkartenverlag in Steinenbronn übernommen hatte, die Spielkartenfabrik Altenburg von der Ravensburger Gruppe. Damit sind die seit 1946 auf Grund der Nachkriegsergebnisse getrennten Firmen wieder in einem Unternehmensverbund zusammengefasst. Im Jahr 2003 erfuhren auch die Marken „ASS“ und „Altenburger“ ihre Zusammenführung: Die neue Marke heißt „ASS Altenburger“. Die Produktion in Steinenbronn wurde nach Altenburg verlagert. Umfangreiche Investitionen in Fertigungs- und Lagerkapazitäten wurden getätigt. 2005 wurde das Fabrikgebäude in Altenburg durch einen Neubau auf dem aufgegebenen Grundstück des Kreiskrankenhauses stark erweitert.
Aus dem Jahre 1509 haben sich einige deutsche Spielkarten vom Altenburger Kartenmacher Merten (Martin) Hockendorf erhalten. Aus diesem Grund feierte die Stadt gemeinsam mit der Firma 2009 „500 Jahre Altenburger Spielkarten“.
Am 1. Mai 2011 übernahm man den insolventen Spielehersteller Scheer Spiele GmbH & Co. KG aus Marktheidenfeld. Die Produktion von Scheer Spiele wurde anschließend nach Altenburg verlagert. ASS Altenburger ist dadurch in der Lage, auch Spielpläne, große Schachteln und Stanzteile für Gesellschaftsspiele herzustellen.
Im Jahre 2017 produzierte das Unternehmen in Altenburg nach eigenen Angaben pro Jahr nahezu 40 Millionen Kartendecks.